# 小谷眞三
小谷 眞三（こだに しんぞう、1930年 - ）は、日本のガラス工芸作家。

## 経歴
岡山県後月郡芳井町（現井原市）に生まれる。1964年、水島ガラス創業、1966年、倉敷ガラスと改名。
1982年、倉敷文化奨励賞受賞。1985年、岡山県文化奨励賞受賞。1993年、文化庁地域文化功労賞受賞。1996年、倉敷芸術科学大学芸術学部教授（2004年、退任）。2000年、倉敷文化賞受賞。2007年、岡山県文化賞受賞。2014年、倉敷民藝館にて、 「特別企画－倉敷ガラス50周年記念展－」（会期：6月6日（金） - 11月30日（日））が開催される。
門下に、横山秀樹、小谷栄次（小谷の長男）、石川昌浩などがいる

## 著書
- 『倉敷ガラス』 「倉敷ガラス」刊行委員会、1981年。
- 『倉敷ガラス - 小谷真三の仕事』 里文出版、1998年。ISBN 978-4898060803。